# Smith Island
Smith Island est une île et un census-designated place du Somerset dans le Maryland, à la frontière des eaux territoriales avec la Virginie.

## Géographie
Elle est la dernière île habitée au large du Maryland, où la plupart des îles s'érodent comme le processus naturel sur Smith Island subit également cette menace et devrait s'éroder d'ici 2100. L'île s'est rétrécie au cours des dernières décennies en raison de l'élévation du niveau de la mer. Au cours des 150 dernières années, l'île a perdu plus de 13 km2 de terres humides. Les récents projets de construction de jetées et d'amélioration du drainage des îles espèrent arrêter cela.

## Historique
L'île a été cartographiée par John Smith de Jamestown et les colons britanniques sont arrivés sur l'île au XVIIe siècle, en provenance de Cornouailles, au Pays de Galles, et du Dorset en Angleterre.
L'Island Belle, un ancien ferry de passagers vers les îles, a été inscrit au registre national des lieux historiques en 1979.
Smith Island a sa propre cuisine traditionnelle régionale. Le plat le plus célèbre est le Smith Island Cake, similaire au Prinzregententorte, composé de 8 à 15 couches minces remplies de crème, de glaçage et/ou de barres chocolatées écrasées, et glacé avec un glaçage au chocolat cuit. Le 24 avril 2008, le gâteau de Smith Island a été désigné dessert officiel de l'État du Maryland.

## Zone protégée
Au nord de l'île se trouve le Glenn Martin National Wildlife Refuge, le refuge faunique Glenn Martin  qui est situé entre la rive orientale de la Virginie et de Tangier Island, dans la partie sud de la baie de Chesapeake. Il a été créé en 1954 par un don de terrain de 10 km2 de Glenn L. Martin au United States Fish and Wildlife Service. Sa Taille a été augmentée avec  le marais maritime et les ruisseaux. Cette zone forme une importante aire de halte et d'hivernage pour des milliers de sauvagine migratrice et un habitat de nidification pour diverses espèces fauniques.

## Galerie

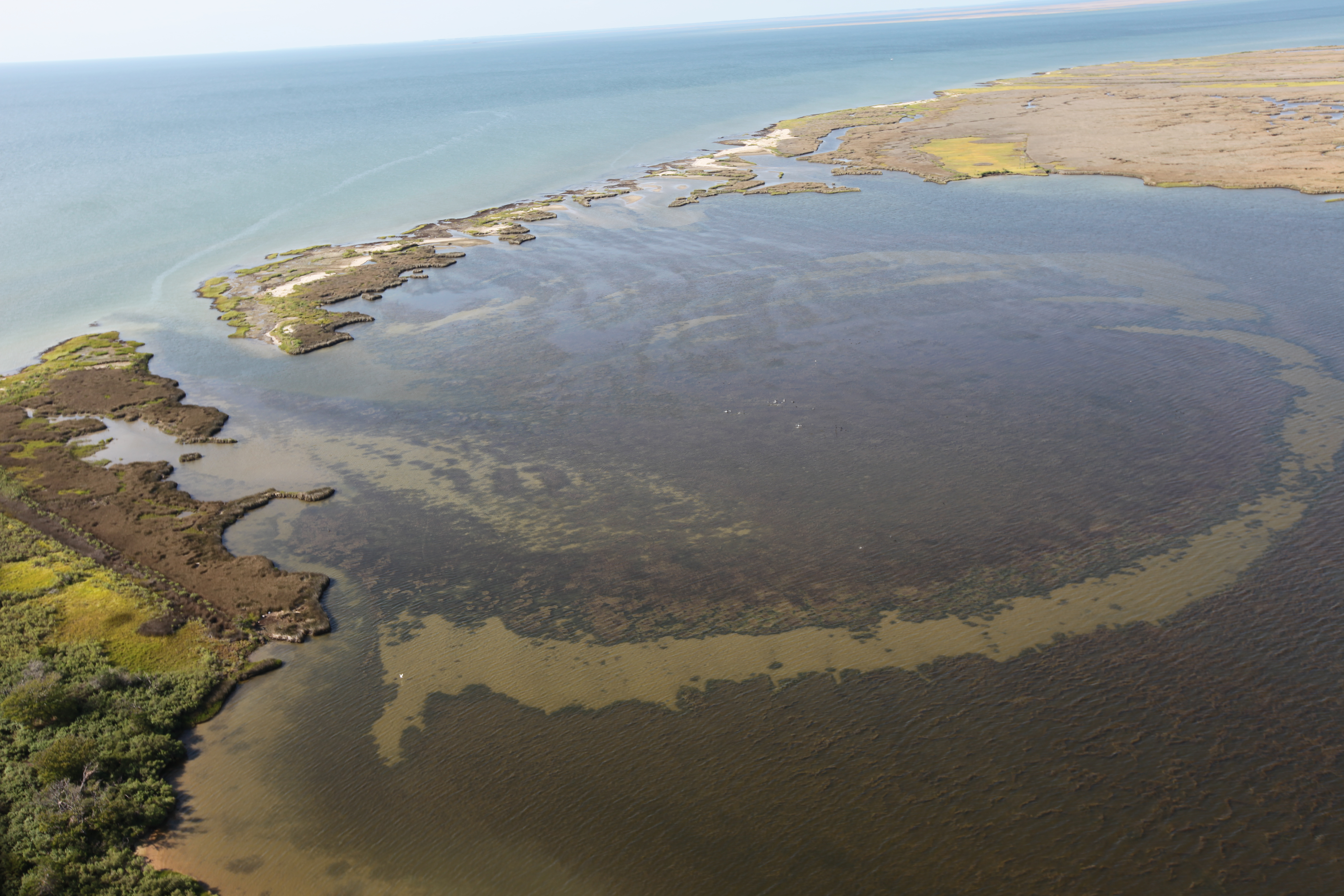
Glenn Martin National Wilflife Refuge
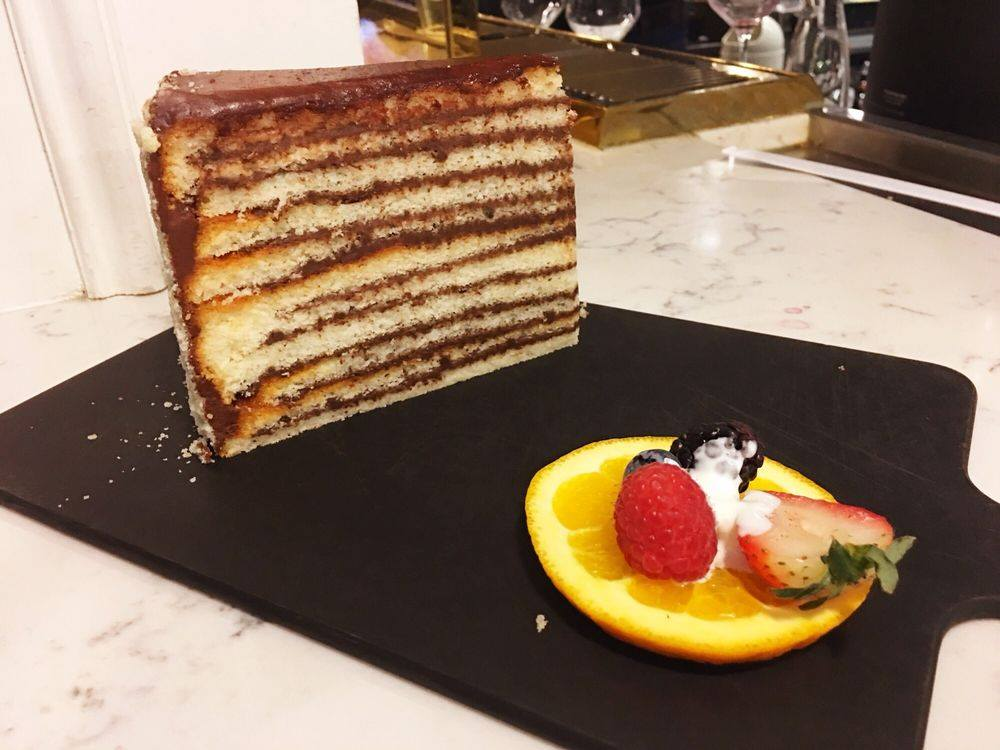
Smith Island Cake
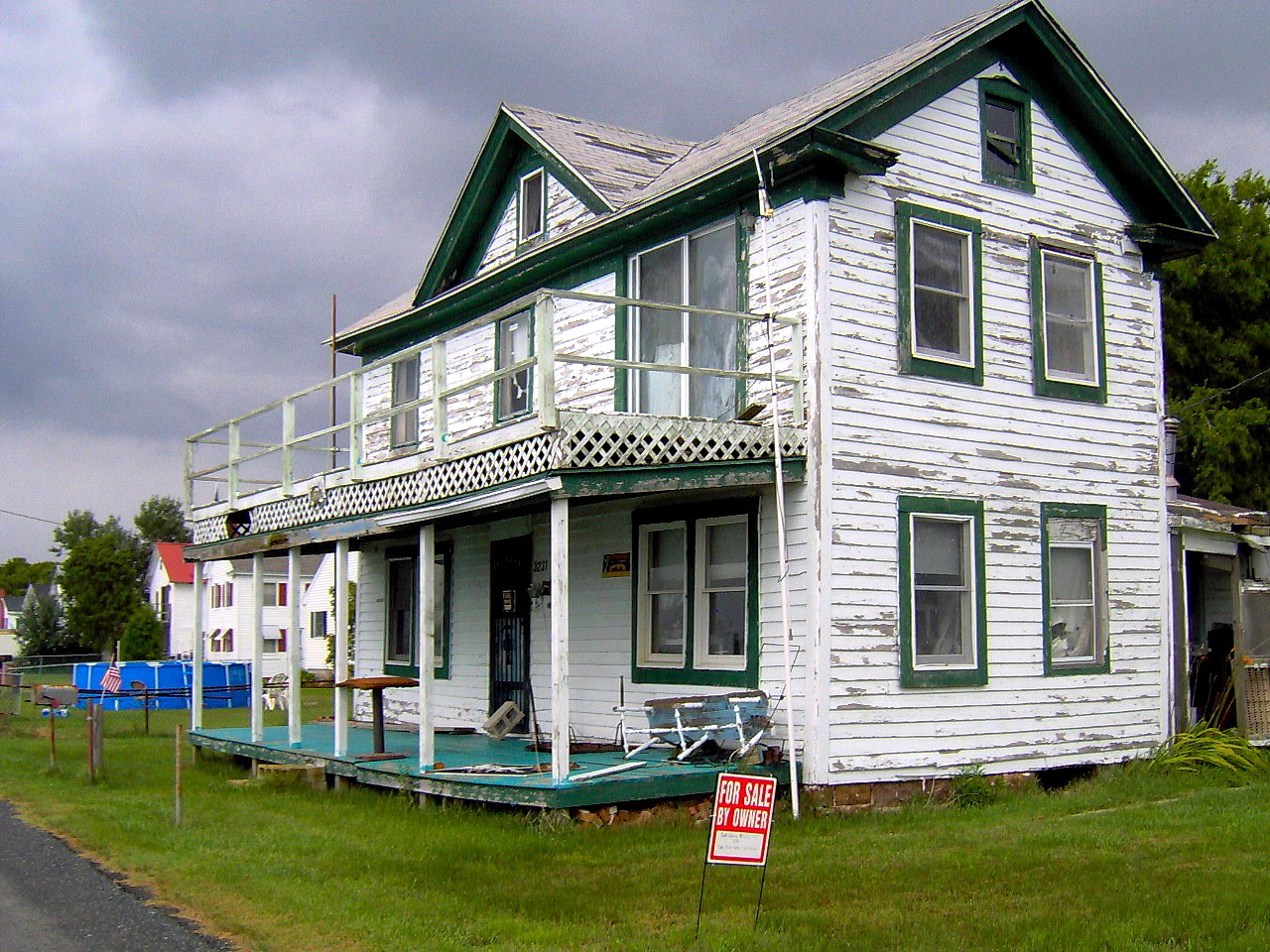
Habitat traditionnel